# 张宪文
张宪文（1934年10月—），男，山东泰安人，中国历史学家，南京大学中华民国史研究中心主任，历史研究所所长、教授，侵华日军南京大屠杀史研究会会长。主要研究方向为中华民国史、抗日战争史和南京大屠杀史等。

## 生平
1954年考入南京大學歷史學系。
1999年聘为南京师范大学南京大屠杀研究中心顾问。

## 出版物[3]

### 南京大屠杀史
- 《南京大屠杀史料集》（72卷）
- 《南京大屠杀全史》（3卷）
- 《南京大屠杀真相》（3卷）
- 《南京大屠杀重要文证选录》
- 《南京大屠杀史》（已译为英文版、日文版）

### 抗日战争史
- 《中国抗日战争史（1931-1945）》（100万字 南京大学出版社出版）
- 《中国抗日战争史》（140万字，台湾苍璧出版社出版）
- 《中国抗日战争史》（4卷本，化学工业出版社出版）
- 《抗日战争正面战场》（北京世界图书出版社出版）
- 《日本侵华图志》（25卷，山东画报出版社出版）
- 《中国抗战历史影像全集》（30卷，化学工业出版社出版）

### 中华民国史
- 《中华民国史纲》
- 《中华民国史》（4卷本）
- 《中华民国史丛书》（48卷）
- 《蒋介石全传》
- 《宋美龄文集》（5卷）
- 《中华民国专题史》（18卷）